# Anlauteralb

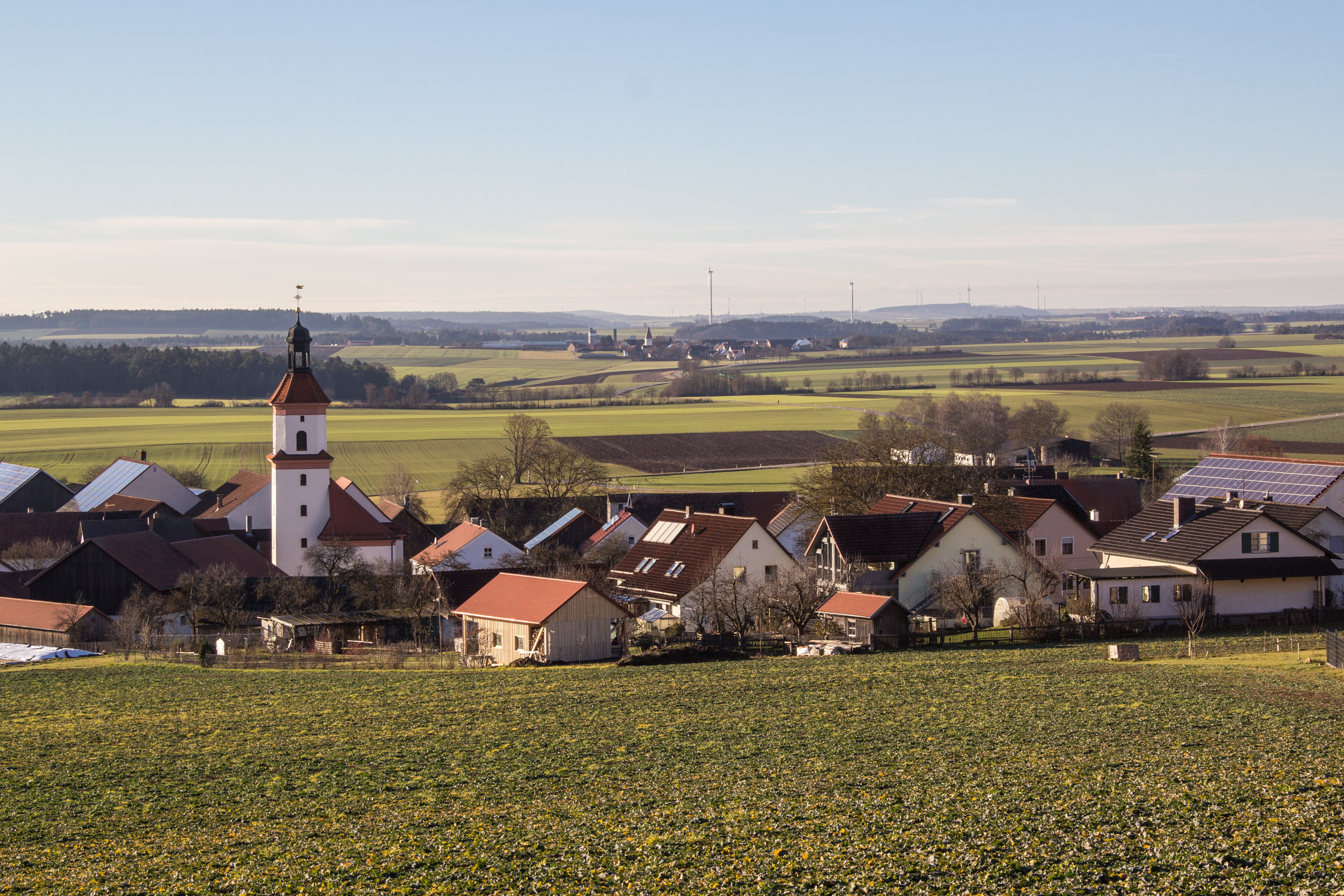
Landschaft südliche Anlauteralb, Blick über Euerwang nach Norden (2013)

Die Anlauteralb ist ein Naturraum (082.27) der Südlichen Frankenalb im Südwestdeutschen Stufenland.
Sie ist Teil der Altmühlalb, eines Unterraums der Südlichen Frankenalb, die wiederum zur auch Frankenalb genannten Fränkischen Alb gehört. Es ist eine Jura-Hochfläche, die am Albtrauf im Norden Höhen von bis zu 612 m ü. NHN erreicht.   Über zehnprozentige Steigungen führen aus dem Schwarzach- und Anlautertal auf den südlichen Teil der Anlauteralb.

## Geographische Beschreibung
Im Norden grenzt das Thalach-Quellgebiet (110.40) und die Staufer Eisensandsteinberge (110.41) im Vorland der Anlauteralb (110.4) des Vorland der Südlichen Frankenalb an, im Nordosten und Osten der Schwarzach-Thalach-Taltrichter (082.29), im Süden die Mittlere Almühlalb (082.23), im Südwesten die Weißenburger Alb (082.26) und im Nordwesten der Anlauter-Braunjuratrichter (082.28) an. Im Norden und Osten wird die Alb durch das Tal der Thalach und der Schwarzach begrenzt und im Westen und Süden durch die namengebenden Anlauter.
Die Anlauter sowie der Morsbach und der Heimbach im südöstlichen Teil haben hier tiefe Täler in die Alb geschnitten. Der mit etwa 374 m ü. NHN tiefste Punkt des Naturraum an seiner Südostspitze liegt im Taleinschnitt an der Mündung der Anlauter in die Schwarzach und damit fast 240 Höhenmeter unter der höchsten Kuppe der Albhochfläche. Weil das Juragestein im Untergrund verkarstet ist, wird es großflächig unterirdisch über Klüfte entwässert und zeigt nur wenige Wasserläufe an der Oberfläche. Der Grundwasserspiegel und die Oberflächengewässer in ihren eingegrabenen Tälern liegen sehr tief. Dies bereitete früher große Probleme bei der Wasserversorgung der Dörfer auf der Albhochfläche.

Die höchsten Erhebungen sind ein namenloser Berg (612 m ü. NHN) mit der abgesperrten US-Funkeinrichtungen Reinwarzhofen Radio Relay Site wenig westlich von Reinwarzhofen am Albtrauf und im südöstlichen Bereich der Euerwanger Bühl (595,3 m ü. NHN), was die höchsten Erhebung im Landkreis Roth sind.

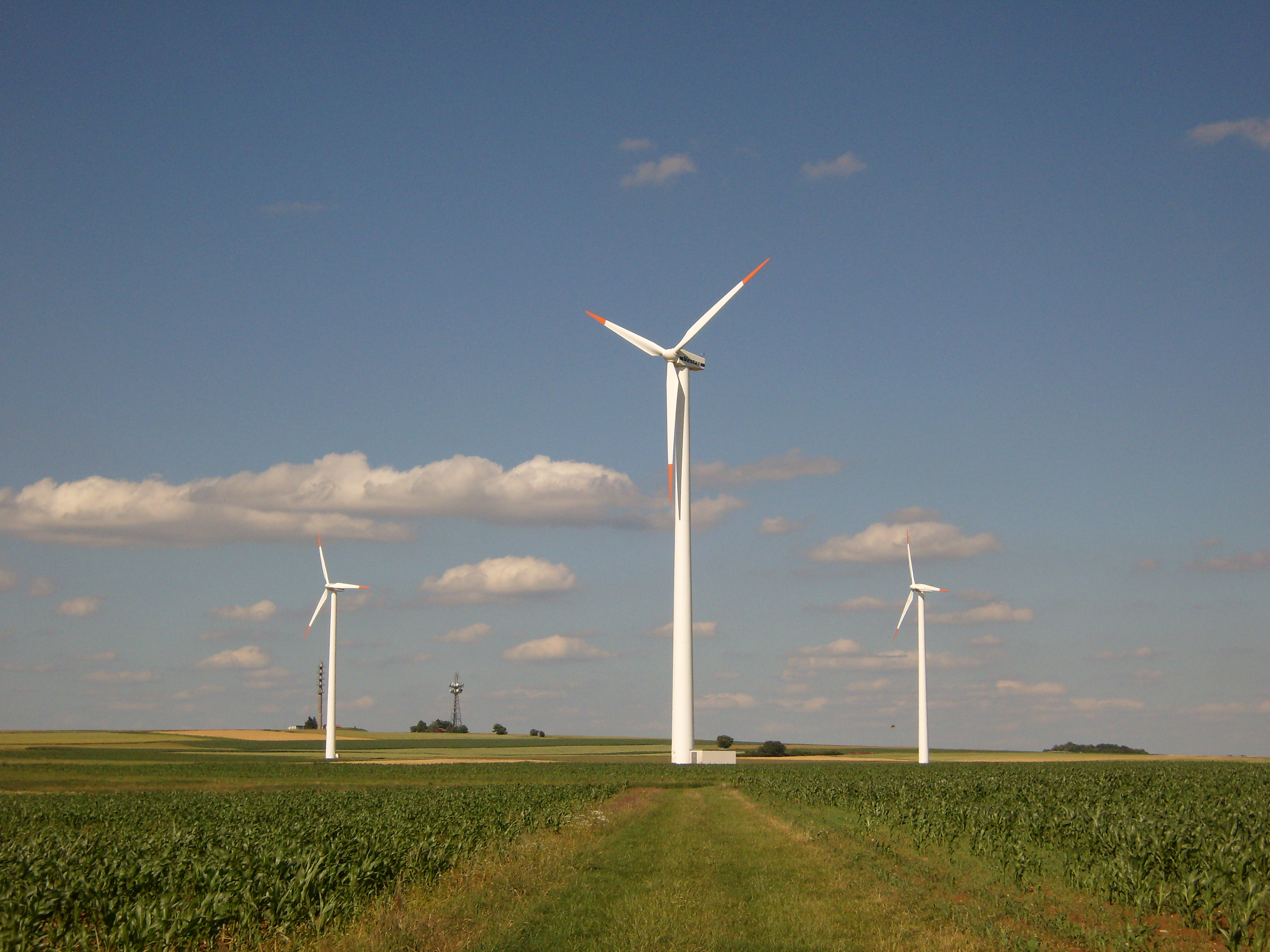
Landschaft nördliche Anlauteralb, im Hintergrund die Reinwarzhofen Radio Relay Site, Blick nach Osten (2008)

## Besiedlung
Auf der Anlauteralb umfasst, außer Titting, welches im zur Anlauteralb gehörenden Tal der Anlauter liegt, nur kleinere Ortschaften. Von Nordwesten sind es Pfraunfeld, Reinwarzhofen, Ruppmannsburg, Wengen, Waizenhofen, Reichersdorf, Hundszell, Schutzendorf, Esselberg, Kraftsbuch, Bleimerschloß, Gersdorf, Biburg, Bechthal, Stadelhofen, Großnottersdorf, Kesselberg, Bürg, Morsbach, Mantlach, Grafenberg, Euerwang, Emsing, Heimbach, Titting, Herlingshard, Altdorf, Erkertshofen, Hegelohe, Hirnstetten, Schafhausen, Erlingshofen, Niefang und Berletzhausen.
Das Gebiet ist nur sehr dünn besiedelt und wird land- und forstwirtschaftlich genutzt, dazu gibt es heute eine Vielzahl von Windkraftanlagen. Vom Fliegerhorst Neuburg aus wird es außerdem immer wieder zur Übung militärischen Tiefflugs genutzt.
Im 1. und 2. Jahrhundert streifte der Limes auf seinem Abschnitt Weißenburg–Kipfenberg den südlichen Rand der Anlauteralb.